# 祝恬
祝恬（？—160年7月29日），字伯休，中山国卢奴县（今河北省定州市）人，东汉时期人物。
祝恬官至司隶校尉光禄大夫。为人谨慎持重，政绩被同僚称道。延熹二年（159年）八月，权臣梁冀被诛杀，太尉胡广、司徒韩縯和司空孫朗因为依附梁冀被贬为庶人，汉桓帝以大司农黄琼为太尉，祝恬为司徒，大鸿胪盛允为司空。延熹三年六月初九（160年7月29日），祝恬卒，七月，盛允继任司徒。